# Włochy-Leśniczówka
Włochy-Leśniczówka – osada leśna wsi Włochy w Polsce, położona w województwie świętokrzyskim, w powiecie pińczowskim, w gminie Pińczów. 
W latach 1975–1998 osada należała administracyjnie do województwa kieleckiego.